# María Eva Avilés
María Eva Avilés es una cantante y compositora mexicana de la Ciudad de México. Becaria del FONCA en Intercambio de Residencias de Artistas México-USA, convocado por el National Endowment for the Arts, y el Fondo Nacional para la Cultura y las Artes, realizando dicha estancia en el Headlands Center for the Arts (Sausalito, California. USA.) Ha sido artista docente del programa "Learning Through Art"  del Guggenheim Museum de New York en México y colaboradora en varias ocasiones de la Radio Svizzera Italiana. (SUIZA). En el 2001 resultó ganadora de la Concurso Nacional de Espectáculos dirigidos a niños Hospitalizados, del Consejo Nacional para la Cultura y las Artes, con su espectáculo ganador “A viajar con los quitapesares” y realiza giras por hospitales atendiendo a niños de tercer nivel, dentro del programa HospitalArte. Su repertorio incluye –además de sus composiciones propias- , variados géneros musicales, desde la canción sefaradita hasta la contemporánea pasando por el blues, el bossa-nova, la canción tradicional mexicana, hasta la francesa o la italiana interpretadas en sus idiomas originales. Se ha presentado tanto en foros y festivales nacionales e internacionales como en escuelas públicas, cárceles y hospitales. 

## Docencia
- Creadora y coordinadora del Programa de Atención y Apoyo a través del Arte a Grupos de Mujeres y Niños Vulnerables- PAMUNIV- S.E.P. de enero del 2008 a septiembre de 2009.
-      Actualmente Imparte cursos y talleres de liberación de conflictos y emociones a través del arte en dónde integra – entre otras-  las tecnologías del yoga kundalini, disciplina de la cual es maestra certificada desde el 2004 por el Kundalini Research Institute (KRI) y la Facultad de Ciencias de la Salud de la Universidad de Guadalajara.

### Otras actividades
Al inicio de su carrera también trabajó como guionista para cómics en Editoriál Novaro  escribiendo durante cuatro años “El Conejo de la Suerte”, poco más tarde creó y dirigió programa semanal radiofónico -también durante cuatro años- VIAJE MÁGICO Y MISTERIOSO, en Radio Infantil del Instituto Mexicano de la Radio; ÉCHALE MOTOR, emisión radiofónica matutina diaria, de lunes a viernes, dirigida a las niñas y niños conteniendo cuentos, efemérides, tips y difusión de información y campañas prioritarias de la SEP, como Escuela Segura. (Radio Ciudadana , 660 a. m. IMER) 2009; MIGRANTES Y TRASUMANTES Cápsulas radiofónicas para niños. ( IMER 2015).

## Discografía
- SHIBIRITH. Poesía de autores mexicanos contemporáneos musicalizados por la autora, arreglos de Juan José Calatayud ( 1986 )
- LAGUNA DE NEÓN. Canción /Crónica urbana. Composición propia. (1992)
- EL TESORO DEL RINCÓN. CD elaborado para la Secretaría de Educación Pública (Ministerio de Educación)  con canciones para niños de ella misma del cual destaca la canción “CORRELE”  que fue difundida a nivel masivo en las campañas radiofónicas y televisivas en contra del maltrato al menor, promovidas por la Comisión de Derechos Humanos del Distrito Federal y la misma SEP. (1996).
- DON DEL VIENTO. Poesía de Alejandro Avilés y música de María Eva Avilés. (1998)
- CANCIONES DEL TESORO, Y CUENTOS PA´L CAMINO. Álbum doble con cuentos de diversos autores narrados por María Eva Avilés y selección de canciones para niños de ella misma.(2011)
- EL CAJÓN DE LOS SECRETOS. Libro con CD – que se ha convertido en espectáculo musical- con cuento y canciones para la prevención del maltrato y abuso en contra de los menores. Cuento, texto dramático y canciones – letra y música- de María Eva Avilés. ( 2012).
- LOS BOLEROS DE MI GENERAL ( ARCO Arte y Conciencia A.C. 2018)

- Datos: Q6003811